# Relações entre Butão e Índia
As relações entre Butão e Índia referem-se às relações externas entre o Reino do Butão e a República da Índia. Os dois países são vizinhos, pertencentes ao Sul da Ásia e compartilham 605 quilômetros de fronteira terrestre. Os indianos são os únicos no mundo autorizados a entrar legalmente no Butão sem a necessidade de visto, enquanto os butaneses também podem adentrar na Índia sem tal documentação.

## História
Durante grande parte de sua história, o Butão tem preservado o seu isolamento do mundo exterior, ficando fora das organizações internacionais e mantendo poucas relações bilaterais. O reino tornou-se um protetorado da Índia britânica depois de assinar um tratado em 1910 permitindo que os britânicos "guiassem" suas relações exteriores e Defesa. O Butão foi um dos primeiros a reconhecer a independência da Índia, em 1947, e ambas as nações fomentaram relações estreitas, com sua importância aumentada pela anexação do Tibete em 1950 pela República Popular da China e as suas disputas de fronteira, fato que fez com que os dois países também estreitassem seus laços com o Nepal. A Índia compartilha 605 quilômetros de fronteira com o Butão e é seu maior parceiro comercial, respondendo por 98% das suas exportações e 90% das suas importações.

### Tratado de 1949
Em 8 de agosto de 1949, Butão e Índia assinaram o Tratado de Amizade, pedindo paz entre as duas nações e a não-interferência nos respectivos assuntos internos de ambos os países. No entanto, o Butão concordou em deixar a Índia "guiar" a sua política externa e ambas as nações iriam consultar uma a outra sobre os Assuntos externos e de defesa. O tratado estabeleceu também o livre-comércio e a extradição de protocolos.
A ocupação do Tibete pelos nacionalistas chineses e poteriormente os comunistas aproximou ainda mais as duas nações. Em 1958, o então primeiro-ministro indiano, Jawaharlal Nehru, visitou o Butão e reiterou o apoio da Índia para a independência do Butão, declarando mais tarde, no Parlamento indiano, que qualquer agressão contra o Butão seria visto como uma agressão contra a própria Índia.
O Butão, no entanto, não se considerava como um protetorado da Índia. Em agosto de 1959, havia um rumor no círculo político indiano de que a China estava tentando libertar Siquim em 1975, através de interferência indireta no Butão. Jawaharlal Nehru afirmou, em pronunciamento na Lok Sabha, que a defesa da retidão territorial e das fronteiras do Butão era da responsabilidade do Governo da Índia. Esta declaração foi imediatamente refutada pelas autoridades do Butão, onde afirmavam que o país não era um protetorado da Índia nem se o tratado envolvesse a defesa nacional de qualquer espécie. O período viu um grande aumento de ajuda econômica e militar da Índia para o Butão, que também tinha iniciado um programa de modernização para reforçar a sua segurança. Enquanto a Índia reiterou repetidamente o seu apoio militar ao Butão, os butaneses expressaram preocupações sobre a capacidade dos indianos em protegê-los, já que a Índia lutava em uma guerra de duas frentes contra o Paquistão.
Apesar das boas relações, Índia e Butão não completaram uma detalhada demarcação de suas fronteiras até o período entre 1973 e 1984. A falta de demarcação de fronteira com a Índia geralmente foi resolvida com divergências, incluindo a zona intermediária entre Sarpang e Tsirang e a fronteira oriental com o estado indiano de Arunachal Pradesh.

### Relações indo-butanesas após 1972
Embora as relações mantiveram-se próximas e amigáveis, o governo do Butão expressou a necessidade de renegociar partes do tratado para reforçar a soberania do Butão. O Butão começou a afirmar-se lentamente, adotando uma atitude independente em assuntos externos e juntando-se à Organização das Nações Unidas em 1971, reconhecendo Bangladesh e assinando um novo acordo comercial em 1972, que proporcionou a isenção do imposto de exportação para os produtos do Butão em países asiáticos. Extraordinariamente, o Butão exerceu sua posição independente no Movimento dos países não-Alinhados (NAM), na conferência da cúpula em 1979, em Havana, Cuba, acompanhando o voto contrário da China e alguns países do Sudeste asiático, sobre a questão de permitir que o Camboja do Khmer Vermelho tivesse assento na conferência, momento onde a Índia manifestou-se a favor.
A natureza da relação do Butão com a Índia não foi afetada por preocupações com as disposições do Tratado da Amizade. De 2003 a 2004, o Exército Real do Butão conduziu operações contra os insurgentes anti-Índia da Frente Unida de Libertação de Assam (ULFA), que estavam operando bases no Butão e usando seu território para realizar ataques em solo indiano.

### Tratado de 2007
Em 2007, foi assinado um novo tratado de amizade entre a Índia e o Butão, substituindo o Tratado de 1949 como estrutura para a cooperação e os contatos entre os dois países desde então até hoje. Portanto, 1949 e 2007 também são marcos importantes na história das relações bilaterais entre a Índia e o Butão. O acordo de 1949 tinha 57 anos e foi atualizado para permitir ao Butão mais liberdade em áreas de política externa e compras militares. O rei do Butão, Jigme Khesar Namgyel Wangchuk, conheceu o primeiro-ministro indiano Manmohan Singh, em Délhi, para assinar o tratado.
Entre as questões levantadas em Nova Délhi pelo rei do Butão estão o aumento dos ataques realizados pelos rebeldes de Ulfa que desejam independência de Assam. O Butão pediu à Índia para fornecer segurança adicional ao longo das fronteiras do sul do reino com o estado.
O novo tratado, em substituição ao assinado em 8 de agosto de 1949, em Darjeeling, refletirá a natureza contemporânea do relacionamento e estabelecerá as bases para o desenvolvimento futuro de laços, disse o porta-voz do Ministério de Relações Exteriores, Navtej Sarna.

O novo tratado substituiu a disposição que exige o Butão ter a orientação da Índia sobre a política externa, com uma soberania mais ampla, onde o Butão não necessita da Índia para importações de armas. Em 2008, o primeiro-ministro indiano, Manmohan Singh, visitou o Butão e expressou forte apoio para o movimento do Butão no sentido da democracia. A Índia permite que o Butão faça uso de 16 pontos de entrada e saída para o comércio butanês com outros países (a única exceção é com a China) e concordou em desenvolver e importar um mínimo de 10.000 megawatts de eletricidade a partir do Butão até 2020.